# Jagdschloss Granitz

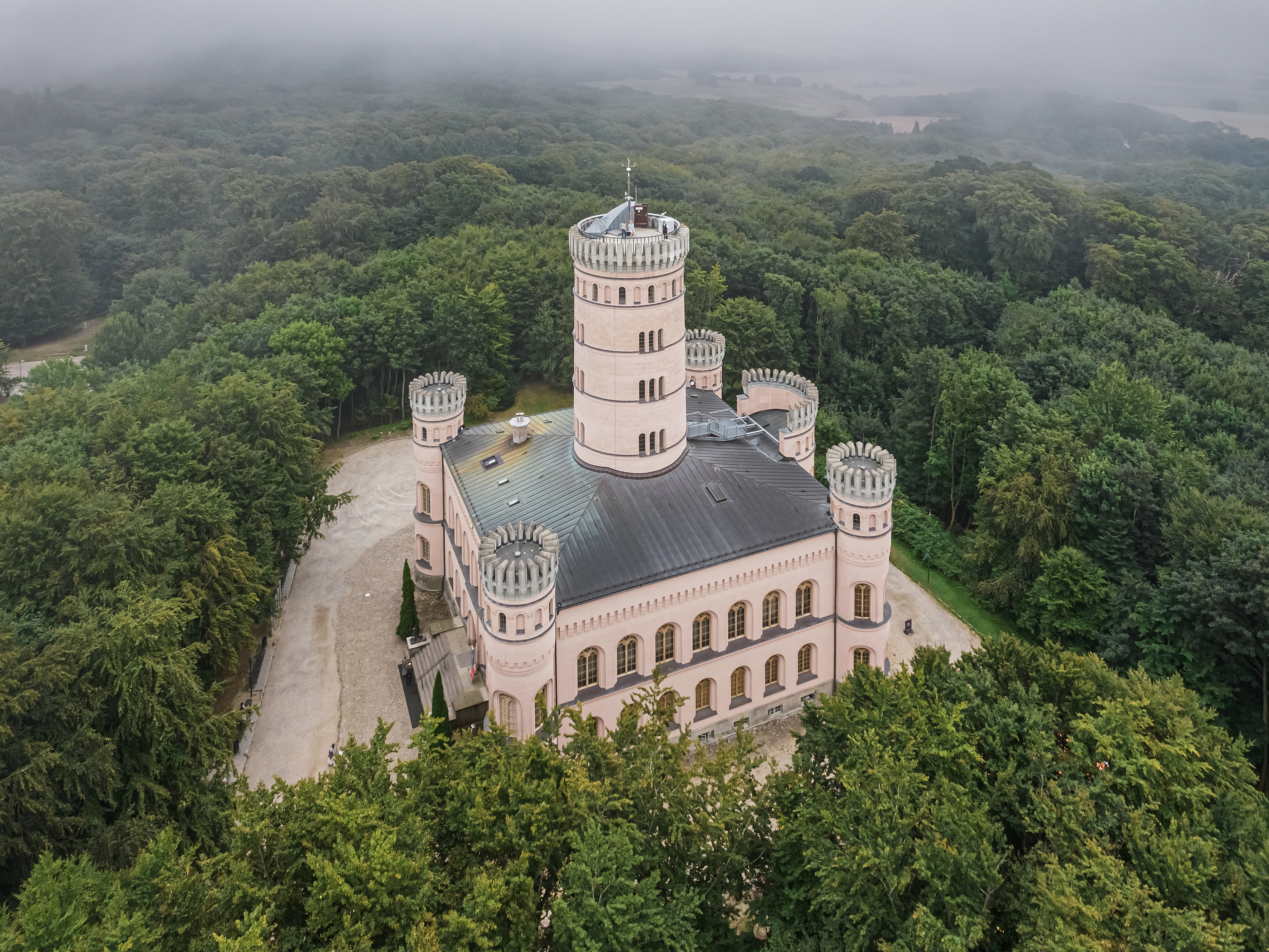
Jagdschloss Granitz

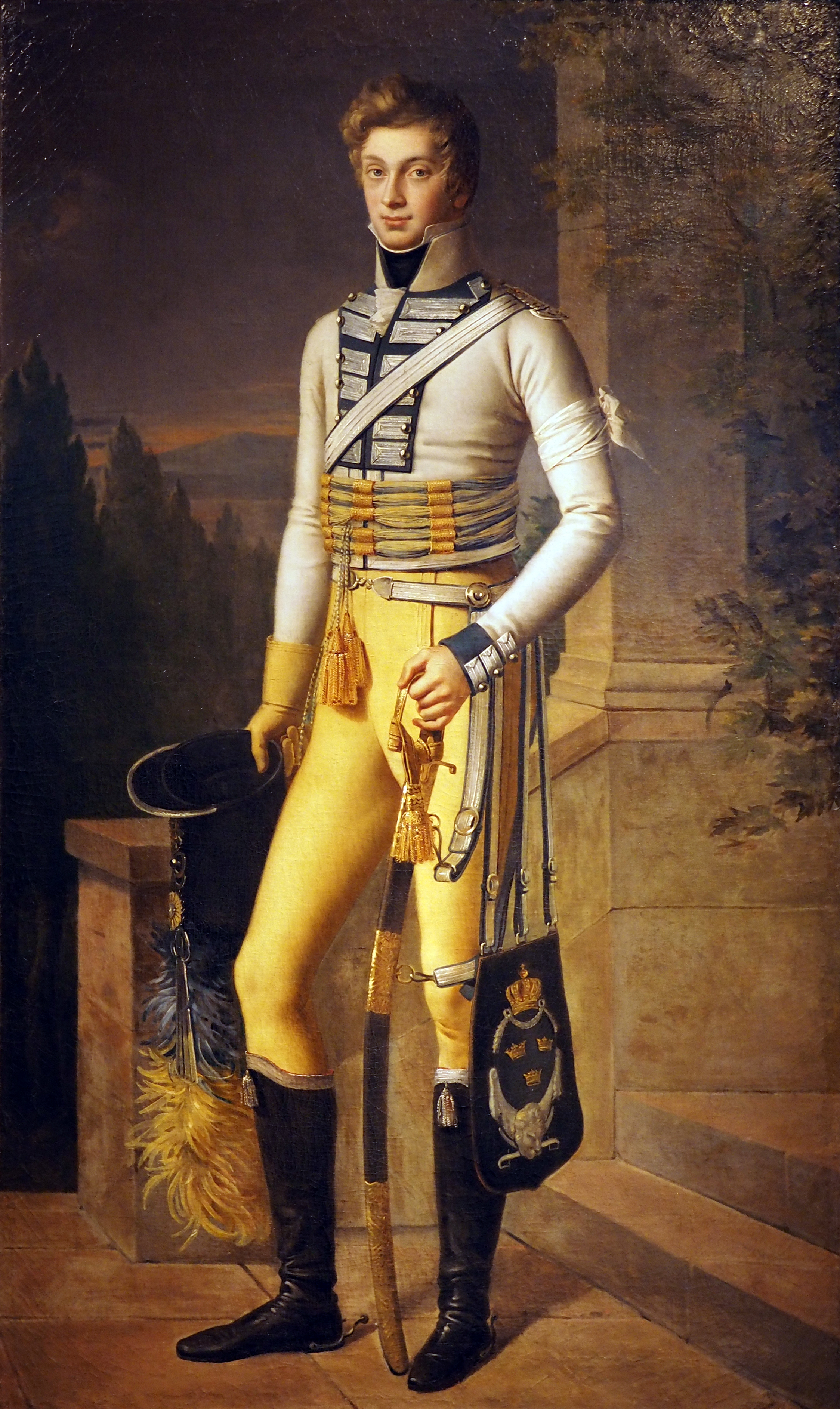
Wilhelm Malte I in Zweeds uniform

Jagdschloss Granitz is een negentiende-eeuws kasteel in het zuidoosten van het Duitse eiland Rügen, gelegen in een heuvelachtig gebied dat de Granitz wordt genoemd. Het bevindt zich in een bos aan de smalspoorbaan tussen Putbus en Sellin. Het slot werd in opdracht van vorst Wilhelm Malte I als lustverblijf in middeleeuwse stijl gebouwd. De oorspronkelijke ontwerpplannen van Theodor Bamberg en Carl August Menzel werden enkele malen aangepast omdat vorst Wilhelm er niet tevreden mee was. Het huidige aanzicht van het kasteel weespiegelt grotendeels het ontwerp van Johann Gottfried Steinmeyer, met ingrijpende aanpassingen door Karl Friedrich Schinkel. Centraal staat een prominente, ronde toren met wenteltrap. Het uitzichtplatform op de top van de toren ligt 144 meter boven de zeespiegel.

## Beschrijving
Jagdschloss Granitz staat op de Tempelberg, met 107 meter het hoogste punt van de Granitz. Het slot werd tussen 1837 en 1851 gebouwd en heeft een vierkante plattegrond. De muren zijn gepleisterd en in een karakteristieke zalmroze kleur geschilderd. Het kasteel telt twee verdiepingen. Naast de centrale toren, 38 meter hoog, worden ook de vier hoeken door ronde torens gevormd. Rechttegenover de inkomhal ligt de marmerzaal, die eveneens een afgeronde erker bezit. Het bezoekerscentrum bevindt zich in een deel van de eetzaal, links van de ingang. Het foyer is gedecoreerd met tientallen hertengeweien en de wanden zijn derwijze beschilderd dat ze de indruk van natuurlijke steen wekken.
Op de gelijkvloerse verdieping liggen de gastenkamers, de ridderzaal en de woning van de kastelein. De ridderzaal aan de zuidelijke kant moest een middeleeuwse sfeer opwekken; hier bevonden zich harnassen en wapenverzamelingen. De wenteltrap is van gietijzer en telt 154 treden. Deze trap werd in de Berlijnse ijzergieterij van Franz Anton Egells gesmeed en in 1845 gemonteerd.
Op de bovenverdieping bevinden zich eetzalen en formele salons. De wanden zijn versierd met grotendeels gereconstrueerd stucwerk en schilderijen. In de eetzaal staat nog een rijkelijk gedecoreerde kachel. Het damessalon, ooit het vertrek van vorstin Luise zu Putbus, grenst aan de marmerzaal, waarin een massieve, negen meter hoge schouw uit Italiaans marmer staat. Deze zaal heeft hoge ramen die uitzicht over de regio Mönchgut bieden. De vloer bestaat uit eikenhouten parket.
In de westelijke vleugel van het kasteel bevinden zich de voormalige biljartkamer, de vroegere bibliotheek en het rode salon.

## Geschiedenis
De familie zu Putbus, waartoe vorst Wilhelm Malte I behoorde, bekleedde een prominente positie op Rügen als amtsbekleders van de Deense en Zweedse hoven. Malte Friedrich zu Putbus verkocht echter zijn Zweedse en Deense bezittingen om zijn grondgebied op Rügen uit te breiden.
Diens zoon, Wilhelm Malte I, was intellectueel begaafd; hij had een grand tour ondernomen en was een kennis van Goethe. In 1815 werd het eiland Rügen, dat voorheen Zweeds grondgebied was geweest, door Pruisen ingelijfd. Wilhelm Malte was in 1807 door Gustaaf IV Adolf van Zweden tot vorst verheven en Pruisen bevestigde deze titel. Wilhelm Malte I werd een goede vriend van de latere Frederik Willem IV van Pruisen, die als kroonprins een sterke belangstelling voor Maltes bouwproject toonde, evenals voor het nieuwe dorp Putbus dat hij liet optrekken.
Er is een schets van het jachtslot van de hand van Frederik Willem IV uit 1830 overgeleverd; het is dus mogelijk dat de kroonprins van Pruisen de eerste was die vorst Wilhelm Malte op het idee bracht om Jagschloss Granitz te bouwen. Het kasteel was in 1843 in wezen voltooid.
De familie zu Putbus woonde tot 1865 in een slot in Putbus, dat echter op 23 december van dat jaar afbrandde; hierop werd Jagdschloss Granitz de nieuwe residentie. Vanaf 1852 werd het jachtslot opengesteld voor toeristen en jachtpartijen. In 1905 ontving het kasteel 22.400 bezoekers. Jagdschloss Granitz doorstond beide wereldoorlogen betrekkelijk ongehavend, maar het Rode Leger plunderde de meeste kunstschatten tegen het eind van de Tweede Wereldoorlog. In de herfst van 1945 werd het geslacht zu Putbus onteigend.
Tijdens de DDR-periode werd Jagdschloss Granitz eerst als pension gebruikt; vanaf 1968 werd een museum in het kasteel ingericht. Een klein aantal schilderijen en andere kunststukken werd door de Sovjetregering teruggegeven, maar het merendeel ervan is tot op heden spoorloos. In 1982 werd met de renovatie van het slot een aanvang genomen; de werkzaamheden verliepen echter moeizaam door de slechte economische toestand in Oost-Duitsland.
In de eenentwintigste eeuw is Jagdschloss Granitz een populaire toeristische trekpleister. Het kasteel wordt onder andere voor concerten, recepties en huwelijken gebruikt. Men kan het vrij bezoeken of een rondleiding volgen. In de kelder is een restaurant ondergebracht.

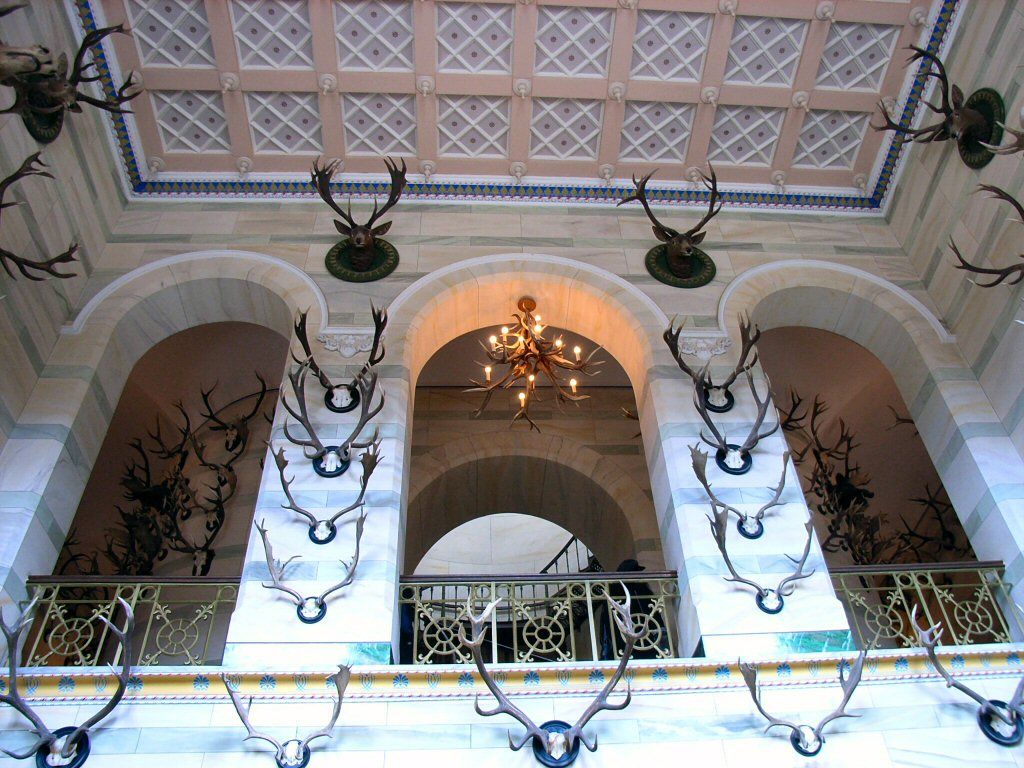
Inkomhal
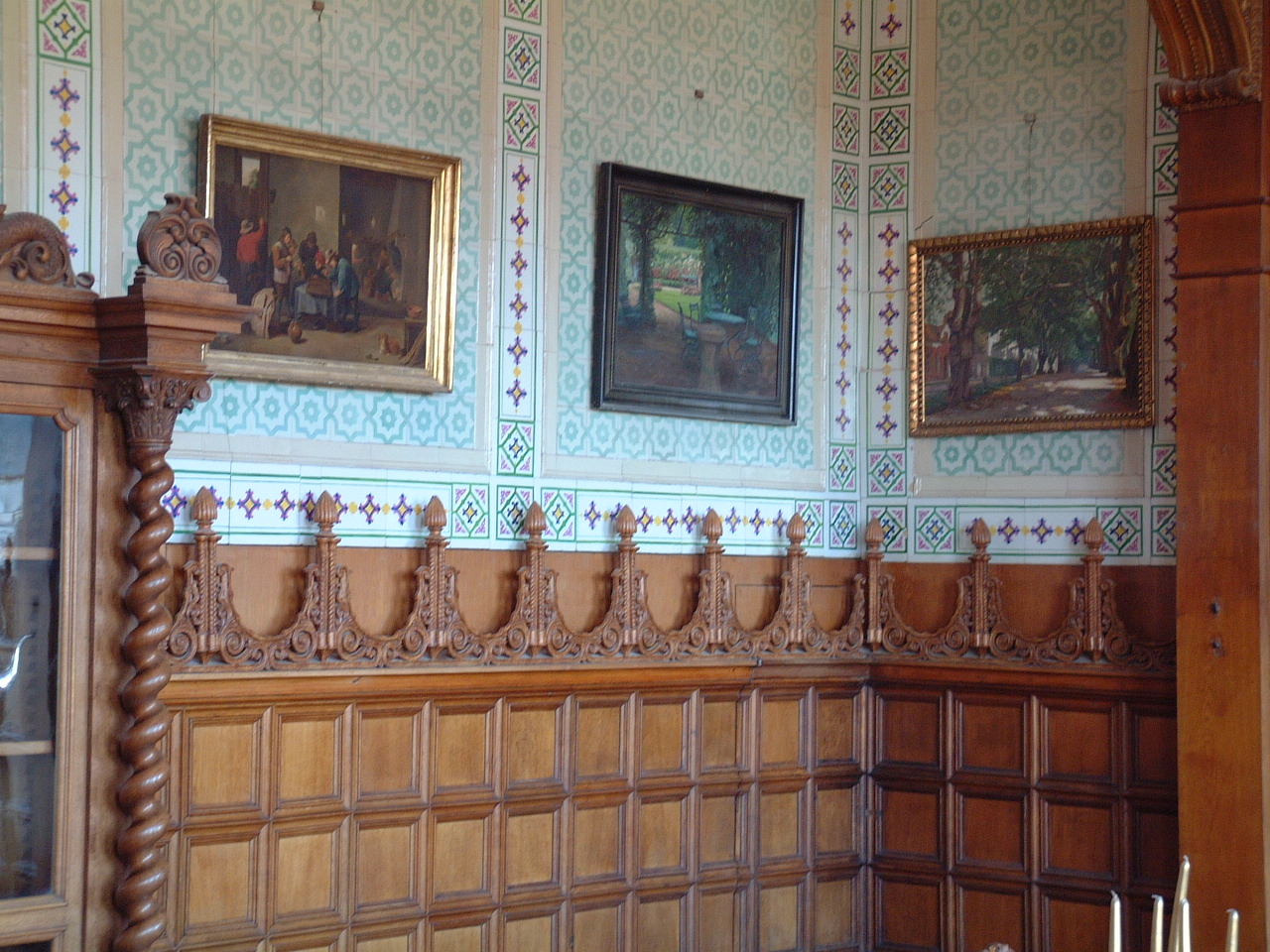
Wandbekleding
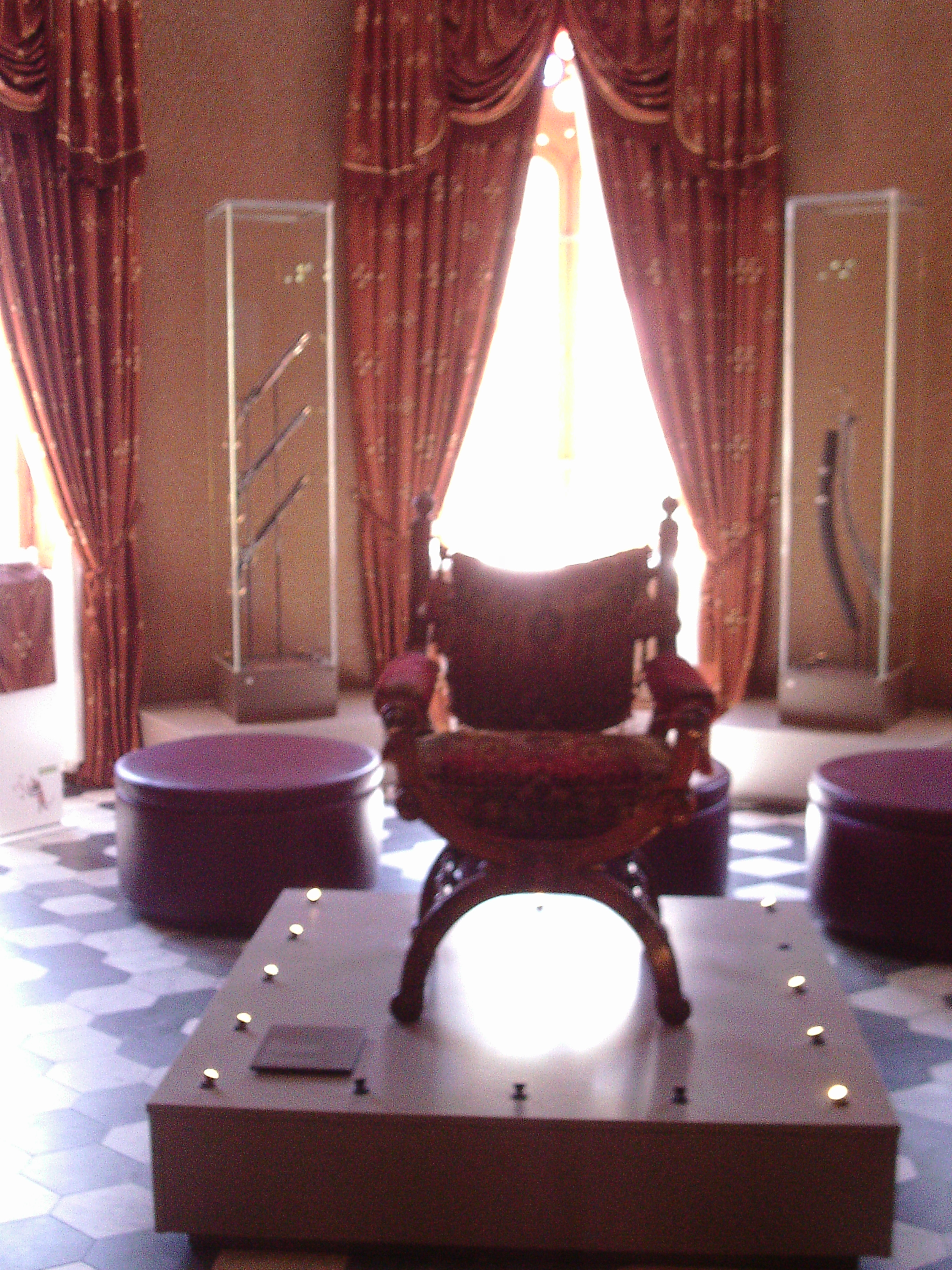
Het rode salon
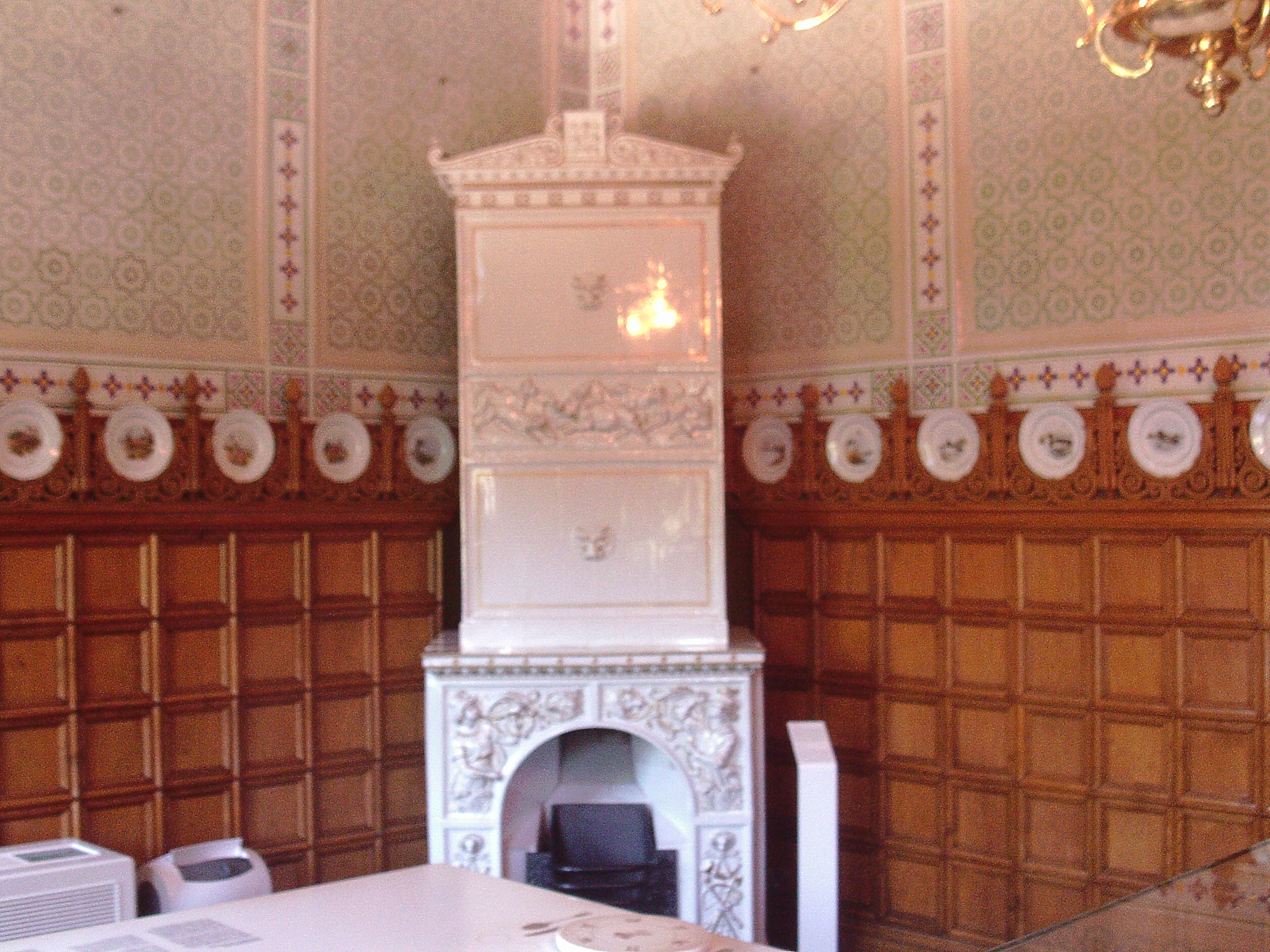
Kachel in de eetzaal
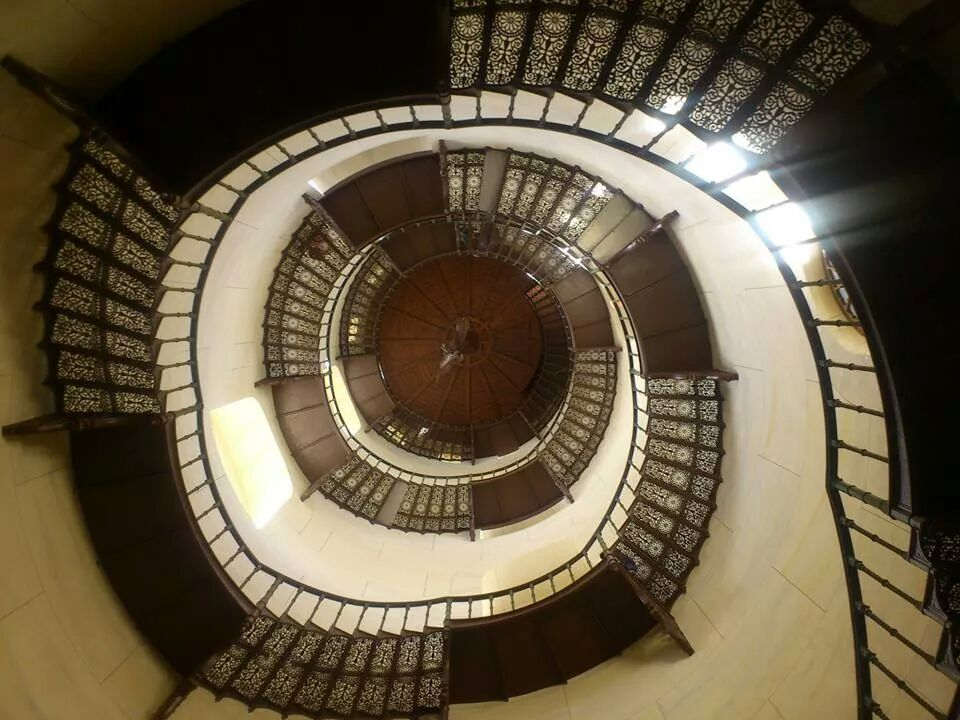
Wenteltrap in de centrale toren
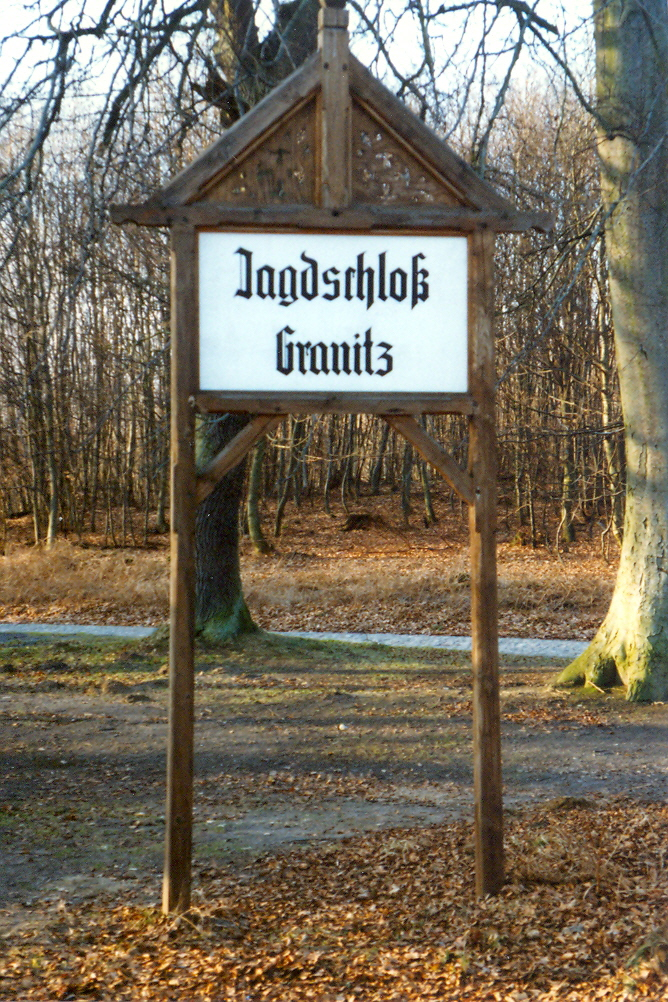
De treinhalte van het kasteel